# 아리조나 유괴사건
《아리조나 유괴사건》(영어: Raising Arizona)은 1987년 미국의 범죄 영화로, 형제 감독 코언 형제의 두 번째 장편이다. 니컬러스 케이지, 홀리 헌터, 윌리엄 포사이드, 존 굿맨, 프랜시스 맥도먼드가 출연한다.

## 출연진
- 니컬러스 케이지 - 허버트 "하이" 맥더너
- 홀리 헌터 - 에드위나 "에드" 맥더너
- 트레이 윌슨 - 네이선 아리조나 시니어
- 존 굿맨 - 게일 스노츠
- 윌리엄 포사이드 - 이블 스노츠
- 샘 맥머리 - 글렌
- 프랜시스 맥도먼드 - 돗
- 랜들 "텍스" 코브 - 레너드 스몰스
- t. j. 쿤 - 네이선 아리조나 주니어
- 린 두민 키테이 - 플로렌스 아리조나
- 워런 키스 - 어린 fbi 요원
- 헨리 M. 켄드릭 - 나이든 FBI 요원